# New Mexico Mustangs
New Mexico Mustangs var ett amerikanskt juniorishockeylag som spelade i North American Hockey League (NAHL) mellan 2010 och 2012. Laget blev senare såld och det flyttades till Richfield i Minnesota för att vara Minnesota Magicians.. Laget spelade sina hemmamatcher i inomhusarenan Santa Ana Star Center, som har en publikkapacitet på 5 400 åskådare, i Rio Rancho i New Mexico. Mustangs vann inte någon Robertson Cup, som delas ut till det lag som vinner NAHL:s slutspel.
Laget fostrade inte någon nämnvärd spelare.